# أحياء المدينة المنورة
تتكون المدينة المنورة من 49 حيًا كالتالي:
- حي العزيزية.
- حي الملك فهد.
- حي الربوة.
- حي سيد الشهداء.
- حي قباء.
- حي العنابس.
- حي السحمان.
- حي المستراح.
- حي البحر.
- حي الجبور.
- حي النصر.
- حي العنبرية.
- حي العوالي.
- حي العيون.
- حي المناخة.
- حي الأغوات.
- حي الساحة.
- حي زقاق الطيار.
- حي الحرة الشرقية.
- حي التاجوري.
- حي باب المجيدي.
- حي باب الشامي.
- حي الحرة الغربية.
- حي الجرف.
- حي الدويمة.
- حي القبلتين.
- حي أبيار علي.
- حي الخالدية.
- حي الاسكان.
- حي المطار.
- حي البيداء.
- حي تلعة الهبوب.
- حي المبعوث.
- حي العاقول.
- حي الخضراء.
- حي وعيره.
- حي الفيصل.
- حي الحرة الشمالية الشرقية.
- حي قربان.
- حي المنشية.
- حي السيح.
- حي الوبرة.
- حي عروة.
- حي الدخل المحدود.
- حي العصبة.
- حي شوران.
- حي الراية.
- حي الفتح.
- حي الحمراء.
- حي أبو مرخه
- حي المصانع.[1]